# Ишкашимский хребет
Ишкаши́мский хребе́т — горный хребет в юго-западной части Памира, западная часть Шахдаринского хребта. Административно расположен на территории Горно-Бадахшанской автономной области Таджикистана.
Хребет простирается на 95 км в меридиональном направлении вдоль правого берега реки Пяндж от устья реки Гунт на севере до крутого поворота Пянджа в районе города Ишкашим на юге. Средняя высота северного участка хребта составляет 4630 м, южного — 5560 м. Высшая точка — пик Маяковского (6096 м). Хребет сложен преимущественно гнейсами, амфиболитами и другими метаморфическими породами докембрийского возраста.
На склонах горные степи и пустыни, в глубоких долинах рек редкие заросли арчи. Известны термальные минеральные источники, на одном из которых расположен бальнеологический курорт Гармчашма. В пригребневой зоне имеется около 315 ледников общей площадью 165 км².